# Kaple se zvoničkou v Suchdole
Kaple se zvoničkou v Suchdole v Praze stojí ve svažitém terénu na bývalé návsi na rozcestí ulic Pod Rybníčkem a Ke Kozím hřbetům, na pozemku parc.č. 126, k.ú. Suchdol. Je chráněna jako nemovitá kulturní památka České republiky; za kulturní památku byl prohlášen i kvalitní zvon ve zvoničce.

## Historie
Kaple pochází pravděpodobně z 2. poloviny 19. století.

## Popis
Samostatně stojící zděná výklenková kaple je postavena na obdélném půdorysu; v horní části má otevřenou zvoničku. Výklenková spodní část kaple je krytá sedlovou střechou s prejzy. Z čelní strany je otevřená půlkruhově uzavřenou nikou, zaklenutou valenou klenbou. Oblouk niky přechází do trojúhelného štítu, který je lemován prostou, původně profilovanou římsou. Tato římsa pokračuje také na bočních stranách kaple. Vstup do niky je uzavřen kovanou mříží z kolmých prutů. V dolní části mříže je horizontální pás vyplněný kroužky, v horní pás s drobnými obloučky; zámek mříže je původní.

### Zvonička
Zvonička vyrůstá z kaple při její zadní stěně. Je užší, otevřená půlkruhově zakončeným otvorem, který vybíhá také do plochy drobnějšího, strmějšího trojúhelného štítu. Ten je zakončen obdobně jako u spodní části drobnou sedlovou střechou, která je ve vrcholu zakončena železným kovaným křížkem. V nice je zachovaná mělká původní zděná oltářní mensa, nad níž býval mariánský obraz na plechu, nahrazený drobným dekorativním litinovým krucifixem (nezvěstný). Niku zakončuje drobná profilovaná římsa.

### Zvon
V otevřeném oblouku zvoničky je umístěn drobný zvon. Je ozdoben pásem s linkami, který obíhá v jeho horní části. Srdce zvonu je železné.